# تثقيف الأقران
تثقيف الأقران هو نهجٌ لـتعزيز الصحة، ويتم من خلاله دعم الأفراد وتشجيعهم على الترويج للتغييرات المعززة للصحة بين أقرانهم. وبدلاً من أن يقوم متخصصون في مجال الصحة بتثقيف أفراد من عامة الناس، تكمن فكرة تثقيف الأقران في أن الأفراد العاديين هم أفضل من يمكنهم تشجيع بعضهم البعض على اتباع السلوكيات الصحية.

## مجالات التطبيق
بات مفهوم تثقيف الأقران مشهورًا للغاية في مجال الوقاية من فيروس نقص المناعة البشرية «الإيدز». ويُعد الدعامة الأساسية لمكافحة هذا المرض في العديد من الدول النامية، وذلك بين فئات الشباب أو العاملين في البغاء أو الرجال الشواذ أو متعاطي المخدرات عن طريق الأوردة.
هذا بالإضافة إلى ارتباط مفهوم تثقيف الأقران بجهود مكافحة تدخين التبغ أو تعاطي المخدرات أو الكحوليات بين الشباب.

## سير العملية
عادةً ما يبادر المتخصصون في مجال الصحة أو المجتمع بتطبيق برنامج تثقيف الأقران، حيث يقومون باختيار أفراد من المجتمع «المستهدف» للعمل كمثقِّفين لأقرانهم. ويتم تدريب الأفراد الذين تم اختيارهم على المعلومات الصحية ومهارات التواصل ذات الصلة. وبمساعدة هذه المهارات، يصبح هؤلاء المثقِّفون قادرين على جذب أقرانهم للدخول في مناقشات حول القضية محور الاهتمام، ساعين بذلك إلى نشر المعرفة والمهارات المعززة للصحة. وتُعد الغاية من هذا الأمر هو أن الرفاق المألوفين الذين يقدمون اقتراحات ذات معنى وصلةٍ بواقعهم المحلي وبلغتهم المحلية المناسبة واضعين في الاعتبار البيئة المحلية، من المرجح أن يكونوا الأكثر قدرة على الترويج لتغيير السلوك المعزز للصحة.
تتباين للغاية درجات الدعم المقدم لمثقِّفي أقرانهم. ففي بعض الأحيان، يكونون متطوعين بدون أجر، وفي أحيانٍ أخرى يحصلون على مكافآت شرفية صغيرة أو يتلقون راتبًا معقولاً لقاء مجهوداتهم. وقد يتم دعم المثقِّفين لأقرانهم عن طريق عقد اجتماعات منتظمة ودورات تدريبية، أو يكون متوقعًا منهم استكمال عملهم دون الحصول على أي دعمٍ رسمي.

## النظريات
طُرحت العديد من النظريات بشأن كيف يفترض بتثقيف الأقران تحقيق نتائج إيجابية.

### نظرية «قادة الرأي العام» لكيلي
تقترح نظرية «قادة الرأي العام»  عقد مقارنة بين تثقيف الأقران والتسويق للمنتجات التجارية. ويُنظر إلى مثقِّفي أقرانهم على أنهم «قادة للرأي» يحظون باحترام وإعجاب أفراد المجتمع الآخرين. ويتبنى قادة الرأي هؤلاء أسلوب حياة معين (مثل، الجنس الآمن أو عدم التدخين، إلخ)، ويتمنى أقرانهم أن يفعلوا مثلهم.

### الوعي الناقد
يجادل كامبل بأنه ينبغي على مفهوم تثقيف الأقران الترويج لنظرية الوعي الناقد التي وضعها باولو فريري  ويعني هذا أن يستخدم الأقران عملية تثقيف أقرانهم لمناقشة ظروفهم بطريقة نقدية، وخصوصًا العوامل الاجتماعية المؤثرِة على صحتهم. ويمثل الوعي النقدي بهذه القوى الخطوة الأولى لمعالجتها. فعلى سبيل المثال، إذا كانت الأعراف الاجتماعية المحلية الخاصة بالحياة الجنسية والنوع تُعرِّض صحة الأفراد للخطر، فيرى هذا النهج أنه يلزم على الأقران مناقشة هذه الأعراف بطريقة نقدية حتى يتسنى لهم السعي جميعًا إلى وضع أعراف جديدة أكثر تعزيزًا للصحة.

## المناقشات
بالرغم من انتشار مفهوم تثقيف الأقران، يبقى الدليل على هذا النهج مشوشًا، ولا يوجد اتفاق في الآراء حول ما إذا كان يجدي نفعًا أو كيفية تطبيقه.
ويرجح أحد مسارات هذه التساؤلات الهامة أن تثقيف الأقران قد يؤتي ثماره في بعض البيئات، ولكنه لا يكون ذا نفع في أخرى.
توصلت دراسة قارنت تثقيف الأقران بين العاملين في البغاء في الهند وجنوب إفريقيا إلى أن المجموعة الهندية الأكثر نجاحًا استفادت من البيئة الاجتماعية والسياسية الداعمة ومن روح الجماعة الأكثر فعالية لتنمية المجتمع، وذلك بدلاً من التركيز على التدخل الطبي والبيولوجي المتبع في جنوب إفريقيا.